# Strahwalde
Strahwalde è una frazione della città tedesca di Herrnhut, in Sassonia.

## Storia
Strahwalde costituì un comune autonomo fino al 1º gennaio 2010.